# James Fife, Jr.
L'amiral James Fife, Jr. (22 janvier, 1897 - 1er novembre, 1975) était un vice amiral de l'United States Navy qui fut promu au grade d'amiral après sa retraite.